# Миронов, Юрий Михайлович
 Юрий Михайлович Миронов  (15 мая 1937, Москва — 16 августа 2023) — доктор технических наук (1977), профессор (1978). Заслуженный деятель науки Чувашской АССР (1985), заслуженный работник высшей школы Российской Федерации (2010).

## Биография
Юрий Михайлович Миронов родился 15 мая 1937 года в Москве в семье военного. Семья постоянно была в разъездах. В годы войны находились в Чите, школу окончил в городе Ковров Владимирской области. В 1960 году окончил Московский энергетический институт (электроэнергетический факультет). По окончании института по распределению работал на заводе «Электросталь» Московской области на должностях: помощник мастера, мастер, старший инженер (1960—1963). Продолжил образование в аспирантуре МЭИ. В аспирантуру поступил в 1963 году, а через три года защитил кандидатскую диссертацию.
По распределению уехал в Чебоксары на работу в Волжский филиал МЭИ (ныне Чувашский государственный университет имени И. Н. Ульянова), где работал ассистентом кафедры электроснабжения, а 1966—1968 годах — заведующим кафедрой теоретических основ электротехники Волжского филиала, потом — заведующим кафедрой электротермии (с 1989 года кафедра называется — автоматизированных электротехнологических установок и систем, АЭТУС). В 1977 году защитил докторскую диссертацию на тему «Электрошлаковые печи, как объекты управления», на следующий год ему было присвоено ученое звание профессора.
Под руководством Ю. Миронова на ОАО «Промтрактор» была внедрена разновидность электрошлакового литья с приплавлением заготовленных частей.
Юрий Михайлович Миронов имеет 53 изобретения, является автором около 350 научных трудов, включая 18 монографий и учебных пособий. Под его руководством было подготовлено и защищено одна докторская и 14 кандидатских диссертаций.
Область научных интересов: управление электрошлаковыми печами, автоматическое управление электротермическими установками, электротехнологические установки, электротехника электрических электродных печей и др.
Умер 16 августа 2023 года в возрасте 86 лет.

## Семья
Супруга Ю. М. Миронова, Альвина Николаевна, училась в МЭИ, доктор технических наук, профессор кафедры автоматизированных электротехнологических установок и систем.

## Награды и звания
- Медаль ордена «За заслуги перед Чувашской Республикой» (2007).
- Заслуженный деятель науки Чувашской АССР (1985).
- Заслуженный работник высшей школы Российской Федерации (2010)

## Участие в профессиональных сообществах
Член-корреспондент Российской Академии электротехнических наук, академический советник Международной и Российской инженерной академии, лауреат премии им. А. Изотова

## Труды
- Миронов Ю. М. Основы управления электрошлаковыми печами [Текст]: учеб. пособие / Ю. М. Миронов. — Чебоксары, 1987. — 93 с.
- Миронов Ю. М. Теоретическая электротехника электрических электродных печей [Текст] : Учеб. пособие [для электротехн. спец. ун-тов] / Ю. М. Миронов, Чуваш. гос. ун-т. Чебоксары, 1997. 232 с.
- Миронов Ю. М. Электрошлаковые печи для плавки и литья: учеб. пособие для вузов по спец. 140605. (180500), 140600(654500) / Ю. М. Миронов. — Чебоксары, 2005. 294 с.